# Тажикулов, Тукеш
Тукеш Тажикулов (1890 год — 1949 год) — старший чабан колхоза имени Амангельды Аральского района Кзыл-Ординской области, Казахская ССР. Герой Социалистического Труда (1948).
Родился в 1890 году в бедной казахской семье. Работал батраком. С 1932 по 1949 года — чабан, старший чабан колхоза имени Амангельды Аральского района.
В 1947 году вырастил 444 ягнят от 628 овцематок. В 1948 году звания Героя Социалистического Труда «за получение высокой продуктивности животноводства в 1947 году при выполнении колхозом обязательных поставок сельскохозяйственных продуктов и плана развития животноводства».
Скончался в 1949 году.
Награды
- Герой Социалистического Труда — указом Президиума Верховного Совета СССР от 23 июля 1948 года
- Орден Ленина